# Adrien Maurice de Noailles
Adrien Maurice de Noailles, comte d'Ayen, 3e duc de Noailles (1708), marquis de Montclar, comte de La Motte-Tilly et de Nogent-le-Roi, vicomte de Carlux, né le 22 septembre 1678 et mort le 24 juin 1766, est un officier français, élevé à la dignité de maréchal de France en 1734.

## Famille
Il est le fils aîné d'Anne Jules de Noailles (1650-1708), 2e duc de Noailles, et de la duchesse Marie-Françoise de Bournonville (1656-1748).
Le 31 mars 1698, il fait un mariage avantageux en épousant Françoise Charlotte d'Aubigné (1684-1739), nièce et héritière de Mme de Maintenon.
Ils ont eu six enfants :
1. Françoise Adélaïde de Noailles (1704-1776), épouse (1717, séparés en 1721) Charles de Lorraine, comte d'Armagnac (1684-1751) ;
2. Amable Gabrielle de Noailles (1706-1771), épouse (1721) Honoré-Armand de Villars (1702-1770), duc de Villars ;
3. Marie Louise de Noailles (1710-1762), épouse (1737) Jacques Nompar III de Caumont, duc de La Force (1714-1755) (séparés en 1742) ;
4. Louis de Noailles (1713-1793), duc d'Ayen puis duc de Noailles, maréchal de France ; épouse (1737) Catherine Françoise de Cossé-Brissac (1724-1794) d'où postérité ;
5. Philippe de Noailles (1715-1794), duc de Mouchy, également maréchal de France, duc de Poix ; épouse (1741) Anne-Claude-Louise d'Arpajon (1729-1794) d'où postérité ;
6. Marie Anne Françoise de Noailles (1719-1793) qui épousa (1744) Louis Engelbert, comte de La Marck (1701-1773), veuf d'Henriette Marie Anne, comtesse de Bienassis - sans descendance.

## Biographie

### Formation et début de carrière
À la suite de son père, il est gouverneur du Roussillon du 6 mars 1698 à sa mort. Il est aussi gouverneur du Berry du 14 mars 1698 à 1715.

### La guerre de Succession d'Espagne (1701-1714)
Manifestant très tôt de grandes qualités militaires, il est d'abord capitaine de la première compagnie des Gardes du corps, promu brigadier le 17 janvier 1702, maréchal de camp en 1704, lieutenant général en 1706.
Pendant cette guerre, il participe à sept campagnes en Catalogne, d'abord sous les ordres de son père ; il fait le siège de la place de Girona à partir du 15 décembre 1710 avec une armée de 18 000 hommes. Dans la ville, le comte Georg Ignaz von Tattenbach organise la défense catalane avec environ 2 000 combattants. Après six semaines d'attaques continues et de fortes pluies, les troupes françaises ouvrent une brèche dans le secteur de Santa Llúcia, (nord-est de la ville); la ville de Girona capitulera le 14 janvier 1711.

### Président du Conseil de finances

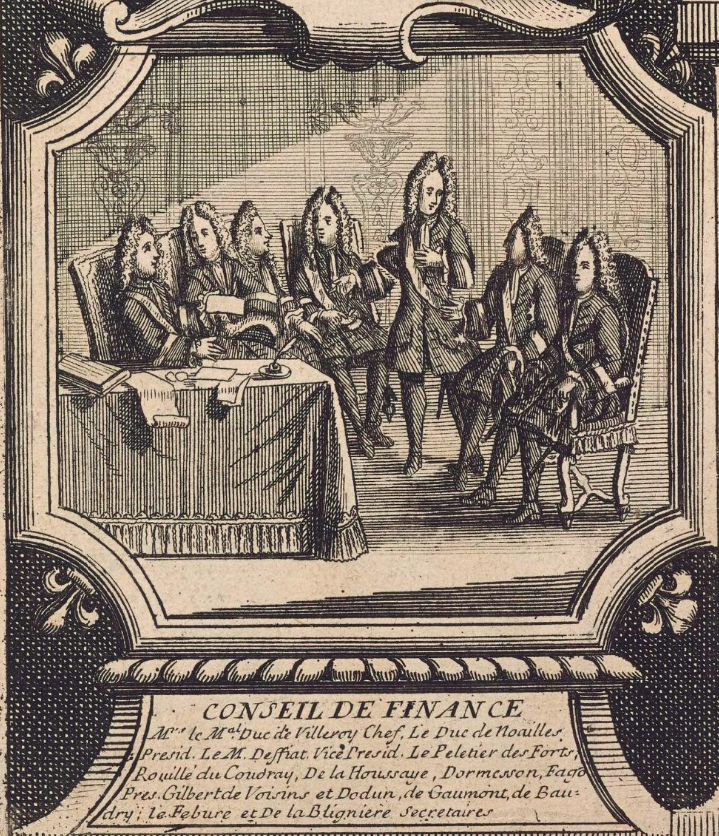
L'heureux commencement du règne de Louis XV, Roy de France et de Navarre par la régence de S. A. R. Monseigneur le duc d'Orléans et l'établissement des conseils (détail).

Après la mort de Louis XIV (1er septembre 1715), dans le cadre du nouveau système de la polysynodie, il est nommé président du Conseil de finances le 15 septembre 1715. En effet, le Régent cherche à remercier des amis politiques, comme les membres du clan des Noailles, qui s'étaient récemment ralliés à lui. Ainsi, Adrien Maurice de Noailles est chargé de la lourde tâche de redresser les finances du royaume, puisque le chef du Conseil des finances, le maréchal de Villeroy, n'est pas compétent. Le duc de Noailles est sans doute le noble d'épée qui maîtrise le mieux les finances et il est entouré, dans le Conseil de finances, de nobles de robe spécialistes dans ces matières.
La direction du Conseil de finances est théoriquement bicéphale : Villeroy en est le chef, titre accordé à ceux qui sont à la fois membres du Conseil de Régence et à la tête d'un Conseil particulier, et Noailles le président. En fait, Villeroy intervient peu et les affaires sont présentées par Noailles. Ce dernier ne se contente pas de présider les débats, il expose régulièrement des rapports sur des dossiers, comme un simple conseiller. Son bras droit, dont le rôle est particulièrement important, est Hilaire Rouillé du Coudray. Un autre conseiller, Henri François de Paule Lefèvre d'Ormesson, est de ses fidèles.
Confronté à des finances délabrées à la suite de la guerre de succession d'Espagne, il met toute son énergie à les redresser et à mieux contrôler les financiers, avec l'aide des frères Paris, grâce à l'opération du visa sur les papiers royaux et sur les receveurs généraux des finances. Il s'efforce aussi d'assainir la monnaie et donne son nom à un nouveau type de louis d'or, créé par son ordonnance du 18 novembre 1716. il parvient à éviter une banqueroute totale au prix de plusieurs banqueroutes partielles.
Il fut un des instigateurs de la chambre de justice de 1716, qui avait pour but de faire condamner les affairistes qui spolient l'État et ainsi réduire la dette. Il propose comme procureur Michel Bouvard de Fourqueux, neveu de son bras droit Hilaire Rouillé du Coudray. Bouvard de Fourqueux exerce la même charge à la Chambre des comptes et a la réputation d'être intelligent et souple, qualités que Noailles apprécie. Bouvard de Fourqueux ne cherche pas à ruiner les financiers mais à faire des exemples. Finalement, les résultats sont maigres d'un point de vue financier, mais cette Chambre de justice permet de punir un grand nombre de malfaiteurs.
Il met également au point un projet de taille proportionnelle qui reçoit un début d'application. En 1717, un comité est créé pour proposer des solutions de rétablissement de la situation financière. Après trois mois de réflexion, le duc de Noailles présente les conclusions de ce travail : suppression du dixième, réduction des dépenses et création de la compagnie d'Occident promise à John Law ,. Le duc de  Noailles, disgracié par le Régent, démissionne en janvier 1718 du Conseil de finances.

### La guerre de Succession de Pologne (1733-1738)
Pendant la guerre de Succession de Pologne (1733-1738), il fait la campagne d'Allemagne de 1734 sous les ordres du maréchal de Berwick. Il est élevé à la dignité de maréchal de France le 14 juin 1734 après le siège de Philippsbourg.

### La guerre de Succession d'Autriche (1740-1748)
Pendant la guerre de Succession d'Autriche, il est commandant en chef de l'armée d'Allemagne.
Fin avril 1743, son armée forte de 70 000 hommes traverse le Rhin à Spire et s'avance à la rencontre de l'armée anglo-hanovrienne commandée par George II. Leur rencontre à lieu à Dettingen, à 10 km au sud-est de Francfort, le 27 juin 1743. Au départ, la position française est forte, la victoire paraît certaine, mais à la suite d'une manœuvre intempestive de son neveu, le duc de Gramont, l'armée française est prise de panique et vaincue, réussissant cependant à atteindre Spire le 12 juillet.
L'année suivante, le duc de Noailles réussit à expulser les Autrichiens d'Alsace, mais laisse passer l'occasion de leur infliger de lourdes pertes au moment où leur armée franchit le Rhin.
En 1745, il fait la campagne de Flandre aux côtés de Louis XV. Il est doyen des maréchaux de France en 1748.

### Carrière ministérielle et diplomatique (1743-1756)
Le 10 mars 1743, il est nommé ministre d'État. Toujours partisan de la rigueur financière, il donne à Louis XV des conseils de fermeté dans le domaine fiscal, qui ne seront pas écoutés.
Il est secrétaire d'État aux Affaires étrangères du 26 avril au 19 novembre 1744. Il fait partie de ceux qui estiment impossible d'empêcher les Habsbourg d'Autriche de reprendre le titre impérial, perdu en 1742, et préconise un rapprochement avec Marie-Thérèse pour contrer l'Angleterre. En 1745, l'époux de Marie-Thérèse, François de Lorraine, est élu empereur après le décès du Bavarois Charles VII.
Il effectue ensuite plusieurs missions diplomatiques, s'efforçant en 1746 d'améliorer les relations avec l'Espagne. Il siège au Conseil du Roi jusqu'au 28 mars 1756, date à laquelle il se retire en raison de son âge.
Le duc de Saint-Simon, persifle à son propos dans ses Mémoires : « Le serpent qui tenta Ève, qui renversa Adam par elle, et qui perdit le genre humain, est l’original dont le duc de Noailles est la copie la plus exacte, la plus fidèle, la plus parfaite. »

## Distinctions
Il a été fait chevalier de l'Ordre de la Toison d'or en 1702, grand d'Espagne de 1re classe en 1711, en récompense de ses services durant la guerre de Succession d'Espagne, et chevalier du Saint-Esprit en 1724.